# ФК Одесос (Варна)
ФК Одесос е български клуб по футзал и плажен футбол от Варна, който е основан през 2001 г. Играе мачовете си във варненската зала „Владислав“, която разполага с 500 места.

## Успехи
- 4 пъти шампион на България по плажен футбол (2008), (2011) (2012) (2014).
- 2 пъти вицешампион на България по плажен футбол (2007, 2009).
- 2 пъти финалист за Суперкупата на България по футзал (2007, 2008).
- Вицешампион на България по футзал (2009).
- Бронзов медалист за купа България по футзал (2009).
- 2 пъти вицешампион в Градски шампионат на Варна по футзал (2008), 2009).

## История
ФК Одесос е създаден през 2001 г. във Варна от братята Добрин и Георги Стефанови с името „Рицари“. От 2001 до 2003 отбора играе във Варненското първенство по футзал. Още в първия си сезон тимът стига до второто място в надпреварата, а на следващата година печели градския шампионат и то без да загуби двубой от първенството.
Преломна се оказва 2006 г. Тогава братята сключват спонсорски договор със застрахователно-брокерска компания I&G Brokers и променят името на СК „Ай Енд Джи брокерс-Рицари". Създадена е организация на професионално ниво, включваща управителен съвет и спортно-технически щаб. С управлението на тима се заемат Добрин Стефанов и Георги Стефанов, който съвместява работата си в управителния съвет с тази на главен треньор в тима. От спортно-технически характер в клуба са привлечени Пенко Златев, като треньор и Галин Стоянов, като кондинционен треньор. Клубът за първи път участва в Държавното първенство и в първенството по плажен футбол.
През месец юли 2007, управителния съвет на свое редовно заседание взема решение да преименува тима на ФК „Одесос“. През лятото на 2008 година, отбора постига най-големия си успех дотогава. В Държавния шампионат по Плажен Футбол на България, по безапелационен начин печели титлата, като става шампион без допусната загуба. В Държавното първенство по футзал отборът достига до четвъртфиналната фаза.
Преди началото на сезон 2008-09 ФК Одесос изпада в сериозна финансова криза и е напът да се разпадне. С много усилия на ръководството е намерен спонсор в лицето на строителна компания „Дастимакс“ и клубът все пак започва участието си в Държавното първенство. Въпреки че състезателите и спортно-техническия щаб не получават заплати и премии тимът се представя отлично в шампионата и завършва на второ място след редовния сезон.

## Настоящ състав
| № | Пост   | Играч           |
| - | ------ | --------------- |
| 4 | вратар | Галин Милков    |
| 6 | вратар | Костадин Иванов |

| №  | Пост     | Играч             |
| -- | -------- | ----------------- |
| 18 | защитник | Драгомир Младенов |
| 7  | защитник | Милен Стефанов    |
| 3  | защитник | Илиан Димов       |
| 2  | защитник | Пламен Петков     |

| №  | Пост  | Играч             |
| -- | ----- | ----------------- |
| 23 | крило | Георги Костадинов |
| 8  | крило | Никола Николов    |
| 17 | крило | Кристиян Душков   |
| 22 | крило | Данаил Борисов    |
| 21 | крило | Николай Илиев     |

| №  | Пост        | Играч          |
| -- | ----------- | -------------- |
| 11 | универсален | Петър Караджов |
| 9  | универсален | Иляз Иляз      |